# Tuamotu-Gambier
Les Tuamotu-Gambier, nom complet Subdivisió administrativa de les illes Tuamotu-Gambier (en francès, subdivision administrative des îles Tuamotu-Gambier), és una de les cinc divisions administratives de la Polinèsia Francesa formada pels arxipèlags de les Tuamotu i de les illes Gambier. Amb una població de 16.729 habitants (cens del 2022), Encara que els dos arxipèlags són pròxims i administrativament estan units, geogràficament es consideren per separat.
Les Tuamotu-Gambier consten de 17 municipis o communes: Anaa, Arutua, Fakarava, Fangatau, Gambier, Hao, Hikueru, Makemo, Manihi, Napuka, Nuktavake, Puka Puka, Rangiroa, Comuna de Reao, Takaroa, Tatakoto i Tureia. La comuna de les Gambier incorpora tant les illes Gambier com els atols més pròxims de les Tuamotu.
Les subdivisions administratives, i les communes, depenen de l'Alt Comissionat de la República. A efectes electorals per l'Assemblea de la Polinèsia Francesa, les Tuamotu-Gambier estan dividides en dos circumscripcions electorals, a diferència de les altres subdivisions administratives que consten d'una única circumscripció. Cadascuna té un nombre de representants electes.
Les circumscripcions electorals de les Tuamotu-Gambier escullen tres representants cadascuna, del total de 57 escons de l'assemblea. Són:
- Circumscripció de les illes Gambier i Tuamotu de l'Est. Inclou 12 comunes: Anaa, Fangatau, Gambier, Hao, Hikueru, Makemo, Napuka, Nukutavake, Pukapuka, Reao, Tatakoto i Tureia.
- Circumscripció de les illes Tuamotu de l'Oest. Inclou 5 comunes: Arutua, Fakarava, Manihi, Rangiroa i Takaroa.

A l'arxipèlag de les Tuamotu, el turisme, el cultiu de perles, la pesca i la copra o carn del coco assecada, són les principals activitats econòmiques. L'arxipèlag de Gambier es distingeix pel seu patrimoni arquitectònic únic, una llacuna especialment indicada per al cultiu de perles, amb activitats turístiques i de conreu de perles.